# Armstrong Whitworth Ape
O Armstrong Whitworth Ape foi um avião biplano experimental construído pela empresa Armstrong Whitworth no início dos anos de 1920 e realizou o seu primeiro voo em 5 de janeiro de 1926 para "responder todas as questões de aerodinâmicas".

## Desenvolvimento
A aeronave foi designada para ser "infinitamente" ajustável: A sua fuselagem podia ser alargada e diminuída, diferentes estabilizadores verticais podiam ser acoplados e também o seu profundor, o ângulo de incidência de suas asass e profundor também podiam ser ajustados, a posição das asas também podiam ser ajustadas de forma de escalonamento neutro, ascendente ou descendente. Contudo ele não pode ser convertido em monoplano, e nem recebeu motores mais potentes. Adicionalmente a sua empenagem foi uma unidade simples em ângulo incidente de profundor que não podia ser mudada sem também ter que alterar o estabilizador vertical. A aeronave era equipada com um relativo pequeno motor de 180 hp (134 kW) Armstrong Siddeley Lyx que não supria bem ao excessivo peso da aeronave, ocasionando em uma proibição de a aeronave mostrar todo o seu potencial de experimentação. Um motor mais potente foi introduzido somente no segundo protótipo, que recebeu um motor Bristol Jupiter de nove cilindros refrigerado a ar que desenvolvia 525 hp (391 kW), mas novamente este se mostrou ineficiente pois foram adicionados mais equipamentos a este protótipo que aumentou seu peso novamente e consequentemente em uma queda de rendimento da aeronave.

## Operadores
Reino Unido
- Royal Aircraft Establishment

## Especificações (Primeiro protótipo)
Dados de: Armstrong Whitworth Aircraft since 1913
Descrições gerais
- Tripulação: 2
- Comprimento:  Ajustável de 8,61 m (28,2 ft) à 11,66 m (38,3 ft)
- Envergadura: 12,20 m (40 ft)
- Altura:  Ajustável de 3,96 m (13,0 ft) à 4,57 m (15,0 ft)
- Peso vazio:  Variável de 918 kg (2 020 lb) à 1 168 kg (2 570 lb)
- Peso bruto (carregado):  Variável de 1 227 kg (2 710 lb) à 1 477 kg (3 260 lb)

Motorização
- Número de motores: 1x
- Tipo do motor: Motor radial
- Fabricante/modelo: Armstrong Siddeley Lynx III
- Potência por motor: 180 hp (134 kW)

Performance
- Velocidade máxima: 145 km/h (90,1 mph)
- Velocidade total em Nó: 78 kn (144 km/h)
- Tecto de serviço: 1 950 m (6 400 ft)
- Notas: 

  - Razão de subida: 11 minutos para atingir 910 m (2 990 ft)